# Zahari Zograf
Zahariy Hristovich Dimitrov (en búlgaro: Захарий Христович Зограф, o en transcripción internacional Zaharij Hristovič Zograf) (Samokov, 1810 – 1853), más conocido como Zahari Zograf fue un pintor búlgaro especializado en pinturas murales religiosas e iconos. 
Nació en Samokov en 1810, su padre se llamaba Hristo Dimitrov. Sus estudios los realizó con su hermano Dimitar Zograf y poco después comenzó a trabajar con él. Pronto empezó a demostrar cualidades para el trabajo y con 21 años el título de maestro.
Sus iconos más conocidos son los de Constantino y Santa Helena que realizó en la iglesia de Plovdiv , los realizados en la iglesia de Theotokos (Santa María) en Koprivshtitsa y otros en varios monasterios. Sus frescos más conocidos son los de la iglesia principal del Monasterio de Rila, en las iglesias de los Santos Arcángeles y de San Nicolás situadas en el complejo arquitectónico del Monasterio de Bachkovo, en el Monasterio de Troyan y en el Monasterio de la Transfiguración. En cada una de ellas realizó un autorretrato mural, lo que fue muy controvertido en su momento.
Estuvo trabajando y viviendo en el Monte Athos durante 1851 y 1852, donde estuvo decorando el nártex del Monasterio de la Gran Laura. En los últimos años de su vida realizó varios retratos en diversas iglesias, aunque dejó un gran número de bocetos no realizados ya que murió de tifus en 1853.
Su trabajo en el campo de los murales e iconos religiosos es destacable de un modo especial al ser pionero en la introducción de escenas de la vida diaria en ellos, de ese modo algunos lo consideran el fundador del arte secular en Bulgaria.

## Algunas obras

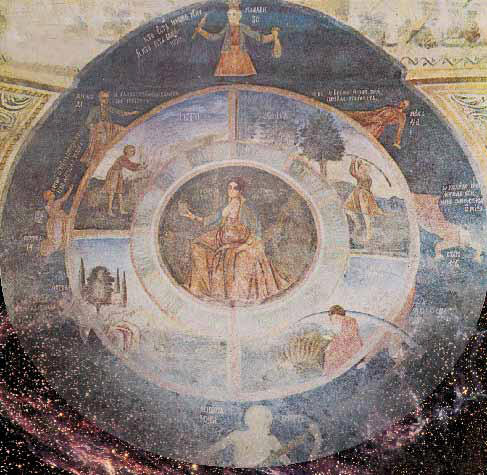
El círculo de la vida, Monasterio de la transfiguración, Veliko Tarnovo
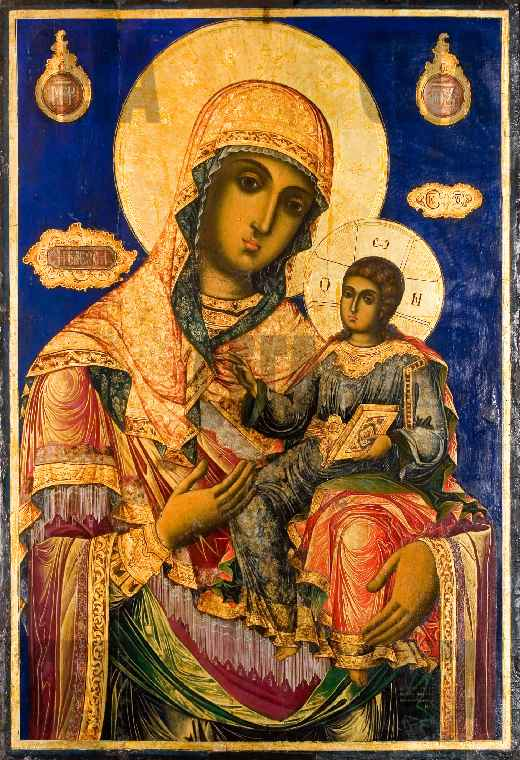
La virgen María con el niño Jesús, Monasterio de Bachkovo
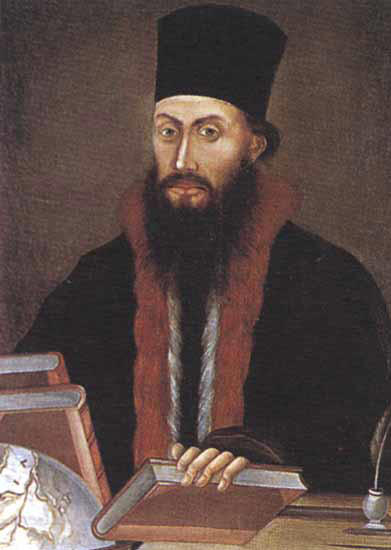
Retrato del neófito Rilski  (1838), National Art Gallery de Sofia
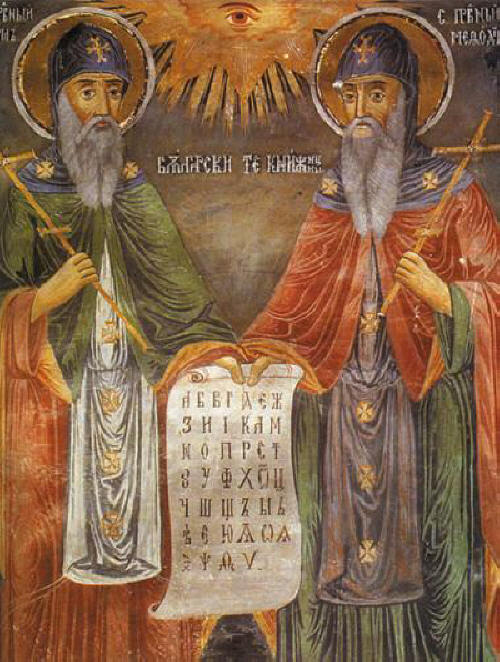
Santos Cirilo y Merodio (1848), Monasterio de Troyan